# Janet Asimov
Janet Opal Asimov, també coneguda pel nom de soltera: Janet Opal Jeppson, fou una psicoanalista, psiquiatra i escriptora estatunidenca nascuda el 26 d'agost de 1926 a la localitat d'Ashland, Pennsilvània i morta el 25 de febrer de 2019.
Addicionalment al seu treball en el camp de la psicologia analítica, Janet és famosa pels seus llibres de ciència-ficció enfocats al públic juvenil i infantil. Començà a escriure aquests llibres als anys 1970 en col·laboració amb l'escriptor Isaac Asimov, amb qui es casà l'any 1973. Aquest matrimoni va durar fins a la mort d'aquest l'any 1992. Entre les seues obres més conegudes destaca la col·lecció de contes de Norby el robot.

## Educació
Obtingué la llicenciatura (bachelor in arts) per la Universitat Stanford després d'haver completat un curs pel Wellesley College. A continuació cursà un màster per la Universitat Mèdica de Nova York amb pràctiques psiquiàtriques a l'Hospital Bellevue.
Va finalitzar els seus estudis a l'Institut de Psicoanàlisi William Alanson White, on continuà treballant fins a 1986. Després del seu matrimoni amb Isaac Asimov continuà treballant i realitzant publicacions professionals sota el nom Janet O. Jeppson.

## Vida personal
Els seus progenitors pertanyien a l'Església de Jesucrist dels Sants dels Darrers Dies i intentaren encoratjar tots els seus fills a estudiar i obtindre títols professionals. Especialment el pare, també metge, tingué una gran influència sobre Janet.
Va ser introduïda al món de la ciència-ficció per un dels seus germans, qui, curiosament, assistí a una de les últimes classes d'introducció a la bioquímica que impartí Isaac Asimov en la Universitat de Boston. De fet, Janet i Isaac parlaren per primera vegada en 1956 durant la Convenció Mundial de Nova York. Segons les seves memòries, Isaac estava patint un càlcul renal durant l'encontre i deixà una opinió molt pobre en aquesta.
No obstant això, començà una relació amb Isaac Asimov el 1970 per correspondència. Finalment aquest es va separar de Gertrude Blugerman. Es van casar el 30 de novembre de 1973, dues setmanes després del divorci d'ell. La seva boda fou oficiada per un sacerdot d'Ethical Culture, religió que abraçaria ella més tard. El matrimoni durà fins a la mort d'Isaac Asimov deguda a les complicacions de la SIDA que havia adquirit el 1983 en una intervenció quirúrgica. Fou Janet qui, després de consultar tractats mèdics i quan Isaac començà a mostrar símptomes, va demanar als metges que li fessin el tests corresponents. Però aquests creieren que no tenia raó i només els realitzaren quan ja estava seriosament malalt. Janet volgué difondre el càs, però els metges insistiren en que no fos així. No obstant això, ella ho va fer públic després de la mort dels metges implicats.

## Escriptura
Janet començà a interessar-se per l'escriptura durant la seua adolescència. Posteriorment, va ser introduïda en el món de la ciència-ficció per un dels seus germans qui, curiosament, assistí a una de les últimes classes d'introducció a la bioquímica que impartí Isaac Asimov en la Universitat de Boston. Però no seria fins a 1966 que Janet publicà la seua primera narració breu per Hans Stegan Santesson editor de "The Saint Mystery Magazine" on va aparèixer en l'edició de maig. La primera novel·la fou "The Second Experiment" publicada l'any 1974.
En general, la seua carrera literària se centrà en ciència-ficció per xiquets i adolescents i moltes de les seues obres foren escrites en col·laboració amb el seu marit, tot i que aquest sempre defensà que Janet feu la major part del treball, mentre que el seu propi nom era afegit per raons de màrqueting. Addicionalment, també escrigué una columna de divulgació científica iniciada per Isaac i s'encarregà d'editar l'últim tom de la seva autobiografia: "It's been a Good Life".
Estilísticament, la seua narrativa incorpora característiques de sa vida professional amb un gran èmfasi en la descripció psicològica i la creació de personatges d'una gran riquesa i vivacitat.

### Antologies
- Laughing Space: Funny Science Fiction Chuckled Over (1982) amb Isaac Asimov.

### Col·leccions
- The Mysterious Cure, and Other Stories of Pshrinks Anonymous (1985).[11]
- The Touch: Epidemic of the Millennium.

### Norby el robot (coautor Isaac Asimov)
També en castellà a la mateixa editorial.
- Norby, the Mixed-Up Robot (1983). Norby: un robot especial (Barcelona: Molino, 1990)
- Norby's Other Secret (1984). L'altre secret d'en Norby (Barcelona: Molino, 1990)
- Norby and the Lost Princess (1985). En Norby i la princesa desapareguda (Barcelona: Molino, 1990)
- Norby and the Invaders (1985). Norby i els invasors (Barcelona: Molino, 1990)
- Norby and the Queen's Necklace (1986). En Norby i el collaret de la reina (Barcelona: Molino, 1988)
- Norby Finds a Villain (1987). Norby salva l'univers (Barcelona: Molino, 1988)
- Norby Down to Earth (1988). Norby retorna a la terra (Barcelona: Molino, 1990)
- Norby and Yobo's Great Adventure (1989). La gran aventura d'en Norby (Barcelona: Molino, 1990)
- Norby and the Oldest Dragon (1990).
- Norby and the Court Jester (1991).
- Norby and the Terrified Taxi (1997) Escrit en solitari.

### Novel·les
- The Second Experiment (1974) (com J.O. Jeppson)
- The Last Immortal (1980) (com J.O. Jeppson)
- Mind Transfer (1988)
- The Package in Hyperspace (1988)[12]
- Murder at the Galactic Writers' Society (1995)
- The House Where Isadora Danced (2009) (com J.O. Jeppson)

### No-ficció
- How to Enjoy Writing: A Book of Aid and Comfort (1987) (amb Isaac Asimov).
- Frontiers II (1993) (amb Isaac Asimov).
- It's Been a Good Life (2002) (amb Isaac Asimov).
- Notes for a Memoir: On Isaac Asimov, Life, and Writing (com Janet Jeppson Asimov).[13]

### Tractats de medicina
- Alcohol biomarkers: clinical significance and biochemical basis (2001).[14]
- Towards common reference intervals in clinical chemistry. An attempt at harmonization between three hospital laboratories in Skåne, Sweden. (1999).[15]
- High-voltage electrophoresis in urinary amino acid screening. (1970) amb Holmgren, G. & Samuelson, G.[16]